# Alocasia megawatiae
Alocasia megawatiae là một loài thực vật có hoa trong họ Ráy (Araceae). Loài này được Yuzammi & A.Hay mô tả khoa học đầu tiên năm 2002 publ. 2003.